# Giuseppe Tito Ricordi
Giuseppe Tito Ricordi war ein italienischer Hersteller von Automobilen.

## Unternehmensgeschichte
Giuseppe Tito Ricordi gründete 1890 an der Via Quintino Sella 5 in Mailand das Unternehmen und begann mit dem Import von Motoren von Benz & Cie. Ab 1898 entstanden auch Automobile. Der Markenname lautete Ricordi. Das Unternehmen vertrieb auch Automobile von Decauville, De Dietrich und De Dion-Bouton. Nach dem Tod von Giuseppe Tito Ricordi im Jahre 1902 übernahm sein Sohn Massimo Ricordi das Unternehmen. Etwa 1905 wurde das Unternehmen aufgelöst. Massimo Ricordi gründete 1905 die Società Italiana Costruzione Automobili Ricordi-Molinari.

## Fahrzeuge
Das Unternehmen stellte Fahrzeuge nach Vorbild von Benz her. Angeboten wurden Fahrzeuge mit zwei bis 14 Sitzen. Die Fahrzeuge verfügten über Ein- und Zweizylindermotoren, die zwischen 0,5 PS und 9 PS leisteten. Insgesamt entstanden allerdings nur vier Fahrzeuge mit Benzinmotor. Daneben gab es einen Dampfwagen.

## Renneinsätze
Fahrzeuge dieser Marke nahmen an den Rennen Paris–Bordeaux, Paris–Marseille und Marseille–Nizza teil.